# Islay (Écosse)
Pour les articles homonymes, voir Islay.
Ne doit pas être confondu avec Isay.
Islay (prononcé [ˈaɪlə], en gaélique écossais Ìle, [ˈiːʎə]) est l'île la plus méridionale de l'archipel des Hébrides, en Écosse. Surnommée « la reine des Hébrides », elle est située à 27 kilomètres à l'ouest de la côte britannique. La capitale de l'île est Bowmore qui, outre sa distillerie fondée en 1779, possède la curieuse église ronde de Killarow.
La population d'Islay dépasse juste les 3 000 habitants pour une superficie de 619,56 km2. L'activité principale de l'île consiste en la production de whisky de malt réputés et qui sont connus pour leur goût prononcé de tourbe.
Islay abrite de nombreuses espèces d'oiseaux, en particulier de bernaches. La Royal Society for the Protection of Birds (RSPB) a ouvert un centre d'information dans la réserve naturelle du Loch Gruinart, ouvert toute l'année.
Islay est connue également pour ses « plages surélevées » dues au rebond post-glaciaire des terrains libérés du poids des glaces de la dernière glaciation.
L'île possède un aéroport et une liaison aérienne quotidienne avec Glasgow. Elle est également reliée par ferry à Scallasaig (Colonsay), Kennacraig (presqu'île de Kintyre) et à l'île voisine de Jura.

## Géographie

### Généralités
Islay mesure 40 km de long, dans une direction nord-sud, sur 24 km de large. La côte orientale de l'île, le long du Sound of Islay, est montagneuse, avec son point culminant, le Beinn Bheigier, un marilyn de 491 m d'altitude. Les péninsules de l'ouest sont séparées du reste de l'île par deux bras de mer : le Loch Indaal au sud et le Loch Gruinart au nord. La péninsule du sud-ouest, constituée de terres fertiles balayées par les vents, porte le nom des Rhinns, tandis que la péninsule du nord-ouest s'achève sur le promontoire d'Ardnave Point. La côte sud, protégée des vents dominants, est partiellement boisée,. Le littoral fractal abrite de nombreuses baies et lochs marins, parmi lesquels le Loch an t-Sailein, la baie d'Aros et la baie de Claggain. À l'extrémité sud-ouest de l'île se trouve une péninsule rocheuse, The Oa, qui constitue le point des Hébrides le plus proche de l'Irlande.
L'intérieur des terres abrite plusieurs lochs d'eau douce, parmi lesquels le Loch Finlaggan, le Loch Ballygrant, le Loch Lossit et le Loch Gorm, et plusieurs cours d'eau, dont les plus importants sont la Laggan, qui se jette dans la mer au nord de la baie de Laggan, et la Sorn, qui prend sa source dans le Loch Finlaggan et se jette au fond du Loch Indaal à Bridgend.
Plusieurs îlots inhabités entourent Islay. Les plus étendus sont Eilean Mhic Coinnich et Orsay, au large des Rhinns, Nave Island au nord-ouest, Am Fraoch Eilean dans le Sound of Islay, et Texa au sud.

### Climat
L'influence du Gulf Stream rend le climat d'Islay plus clément que celui de l'Écosse. Les chutes de neige sont rares au niveau de la mer, et les gelées sont peu intenses et de courte durée. Le vent présente néanmoins une moyenne annuelle de 19 à 28 km/h, et en hiver, les bourrasques venues de l'Atlantique peuvent atteindre 185 km/h, ce qui peut rendre les déplacements difficiles et perturber les liaisons par avion et par ferry. La période d'avril à juillet est la plus sèche et celle de mai à septembre est la plus chaude, ce qui les rend particulièrement propices au tourisme. L'ensoleillement est généralement le plus important sur le littoral, en particulier sur la côte ouest de l'île.

## Histoire
En 1494, l'île, qui était indépendante et capitale des Hébrides du XIIe siècle au XVe siècle, est rattachée à l'Écosse par James IV.

## Démographie

### Généralités
La population de l'île est concentrée autour des villages de Bowmore et Port Ellen. Islay compte d'autres villages plus petits, parmi lesquels Bridgend, Ballygrant, Port Charlotte, Portnahaven et Port Askaig. Le reste de l'île est constitué de terres tournées vers l'agriculture faiblement peuplées.
En 1830, l'île compte 14 000 habitants et 4 000 en 1992.

### Langues
Islay est un bastion historique du gaélique écossais. Dans les recensements de 1901 et 1921, toutes les paroisses de l'île comptent plus de 75 % de locuteurs. En 1971, la proportion est tombée à 50-74 % dans les Rhinns et 25-49 % dans le reste de l'île. En 1991, un tiers des habitants d'Islay environ parle gaélique. Cette proportion est réduite à 24 % en 2001, ce qui en fait l'île où le gaélique est le plus parlée de l'Argyll and Bute après Tiree.
Le dialecte gaélique parlé à Islay, proche de ceux de Jura, Colonsay et Kintyre, présente des caractéristiques uniques.

## Économie
L'économie d'Islay est dominée par l'élevage, la production de whisky et le tourisme.

### Agriculture et pêche
Une grande partie d'Islay appartient à des propriétaires terriens qui ne résident pas sur l'île. L'élevage des moutons et des vaches laitières est assuré par des éleveurs locataires.
On trouve à Islay des truites fario reconnues comme faisant partie des meilleures d'Europe. Les truites arc-en-ciel n'ont en effet pas été importées sur l'île ce qui a permis aux farios de maintenir leur domination sur les écosystèmes d'eau douce. En 2003, le concours européen de la pêche a eu lieu dans cinq des lochs de l'île. De nombreux îliens pêchent dans les rivières et les lochs et entretiennent les berges pour la pêche. La pêche en mer est également populaire en particulier au-dessus des nombreuses épaves qui gisent autour de la côte.

### Whisky

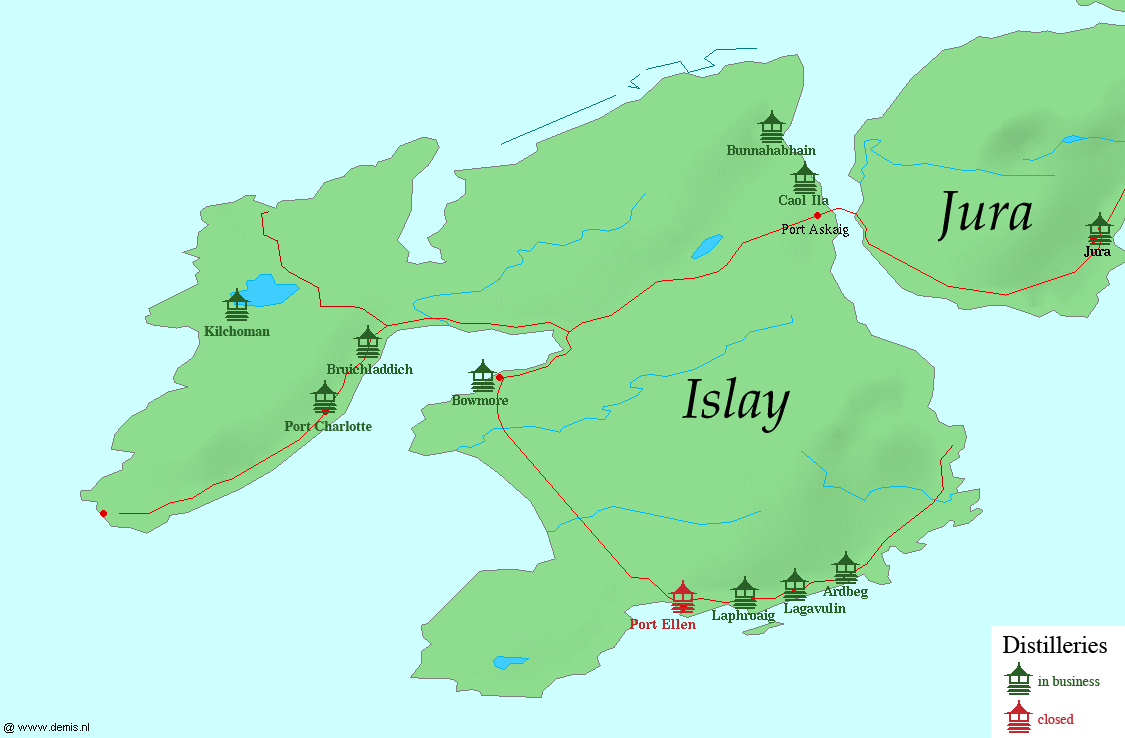
Carte des distilleries d'Islay.

Islay compte neuf distilleries en activité. La production de whisky est le deuxième fournisseur d'emplois de l'île, après l'agriculture. Les distilleries du sud de l'île (Ardbeg, Lagavulin et Laphroaig) produisent un whisky malt au fort goût de tourbe, tandis que celles du nord (Bowmore, Bruichladdich, Caol Ila et Bunnahabhain) produisent des whisky tourbés et non tourbés. La huitième distillerie, celle de Kilchoman, est une ferme-distillerie ouverte en 2005 sur la côte ouest des Rhinns. La neuvième est la distillerie Ardnahoe située entre Caol Ila et Bunnahabhain. Elle a été inaugurée en mars 2019 et produit des singles malts très tourbés et non tourbés. La distillerie est la propriété de l'embouteilleur indépendant Hunter Laing. Une dix et onzième distillerie de whisky sont en projet l'une, Gartbreck, projet du français Jean Donnay, propriétaire de la distillerie Glann ar Mor en Bretagne, France et l'autre, la distillerie de Port Ellen propriété de Diageo, dont les plans de reconstruction ont été approuvés par le Argyll & bute council en fin 2019.
La première mention d'une distillerie légale sur Islay (celle de Bowmore) remonte à 1779. L'île a compté jusqu'à vingt-trois distilleries en activité. Ainsi, celle de Port Charlotte a fonctionné de 1829 à 1929, tandis que celle de Port Ellen, en cours de reconstruction, fermée durant plus de 30 ans continue à servir de malterie.

### Tourisme
Islay accueille chaque été 45 000 visiteurs par ferry et 11 000 de plus par avion. Les principaux attraits de l'île sont ses paysages, son histoire, sa faune (en particulier les oiseaux) et son whisky. Les distilleries proposent des boutiques et des visites guidées.

### Énergies renouvelables
Islay abrite la première ferme à vagues construite en Écosse, afin d'exploiter l'énergie des vagues. Islay LIMPET est installée sur la côte occidentale de l'île, à 1,3 km de Portnahaven. D'une puissance de 500 kW, elle est conçue par la société écossaise Wavegen, filiale de l'allemande Voith, avec des chercheurs de l'université Queen's de Belfast et le soutien financier de l'Union européenne. Nommé « Limpet 500 » (Land Installed Marine Powered Energy Transformer), il fournit jusqu'à 150 kW d'électricité à l'île.

## Transports

Carte des transports sur l'île.

### Air
Islay possède son propre aéroport, le Glenegedale Airport, qui dessert celui de Glasgow et, plus irrégulièrement, ceux d'Oban et de Colonsay.

### Mer

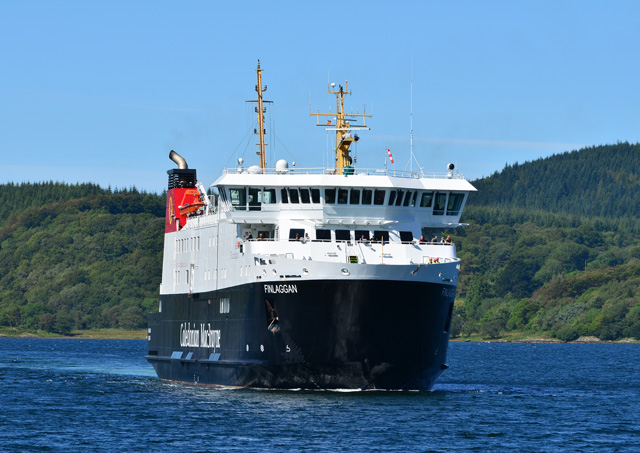
Le MV Finlaggan, ferry de la Caledonian MacBrayne.

Il existe une liaison régulière par ferry de Port Ellen et de Port Askaig vers Kennacraig qui prend environ deux heures. Les mercredi d'été, il est également possible de rejoindre Scalasaig sur Colonsay et Oban au départ de Port Askaig. Ces services sont gérés par l'entreprise Caledonian MacBrayne. Un autre ferry relie également Port Askaig à la ville de Feolin sur Jura.

### Routes
La plupart des routes de l'île sont à voie unique, avec des endroits aménagés pour permettre aux véhicules de se croiser. Les deux routes principales sont la A846, qui relie Ardbeg à Port Askaig en passant par Port Ellen et Bowmore, et la A847, qui longe la côte est des Rhinns. L'île dispose de son propre service d'autobus fourni par Ben Mundell sous le nom d'Islay Coaches. 

## Phares
Islay est entourée de phares pour faciliter la navigation en mer. Les plus notables sont, le phare de Rinns of Islay, construit en 1825 par l'ingénieur civil Robert Stevenson, le phare de Ruvaal, construit en 1859, le phare de Carraig Fhada à Port Ellen, avec sa forme inhabituelle, et le phare de Dubh Artach, sur un îlot isolé à 35 km au nord-ouest de Ruvaal.

## Personnalités
- Alexander McDougall (1732-1786), révolutionnaire américain
- John Crawfurd (1783-1868), médecin, écrivain et administrateur colonial
- John Francis Campbell (1821-1885), écrivain, folkloriste et celtiste
- Donald Caskie (1902-1983), pasteur et héros de guerre
- George Robertson (né en 1946), homme politique travailliste
- Alistair Carmichael (né en 1965), homme politique libéral-démocrate
- Martine Nouet, critique gastronomique de référence mondiale.